# Danny Kennedy
Danny Kennedy (ur. 6 lipca 1959 w m. Bessbrook) – brytyjski i północnoirlandzki polityk, poseł do Zgromadzenia Irlandii Północnej, minister w rządzie regionalnym.

## Życiorys
Kształcił się w szkole średniej Newry High School, następnie przez dwadzieścia lat do 1998 pracował w British Telecom. Od 1974 członek Ulsterskiej Partii Unionistycznej, pełnił różne funkcje w jej strukturach lokalnych i centralnych. Od 1985 był radnym dystryktu Newry and Mourne, w latach 1994–1995 pełnił funkcję przewodniczącego tego gremium.
W 1998 po raz pierwszy wybrany w skład Zgromadzenia Irlandii Północnej. Reelekcję uzyskiwał w 2003, 2007, 2011 i 2016, zasiadając w parlamencie do 2017. Od października 2010 do maja 2011 wchodził w skład regionalnego rządu jako minister do spraw zatrudnienia i kształcenia, od maja 2011 do września 2015 był natomiast ministrem do spraw rozwoju regionalnego. Od maja 2016 do stycznia 2017 sprawował urząd zastępcy spikera Zgromadzenia Irlandii Północnej.